# Pizarrón

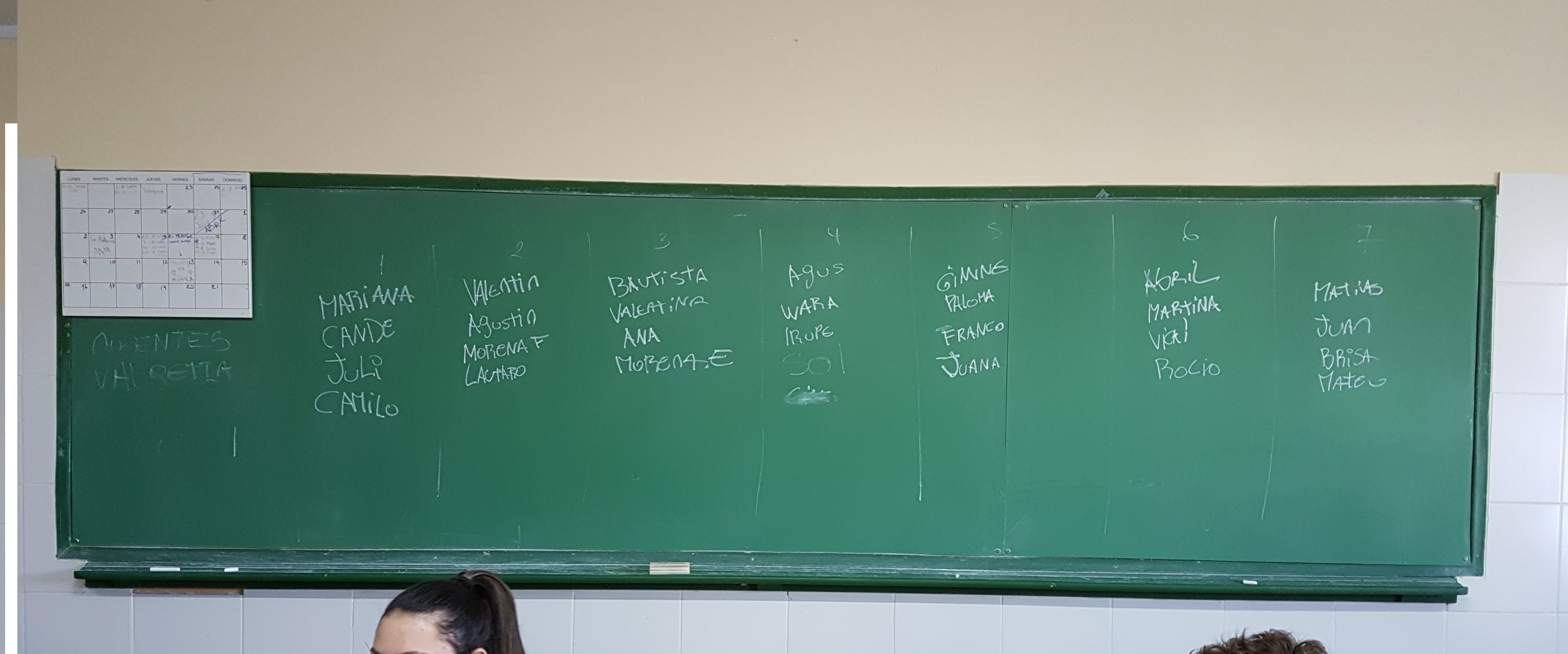
Pizarrón en un aula

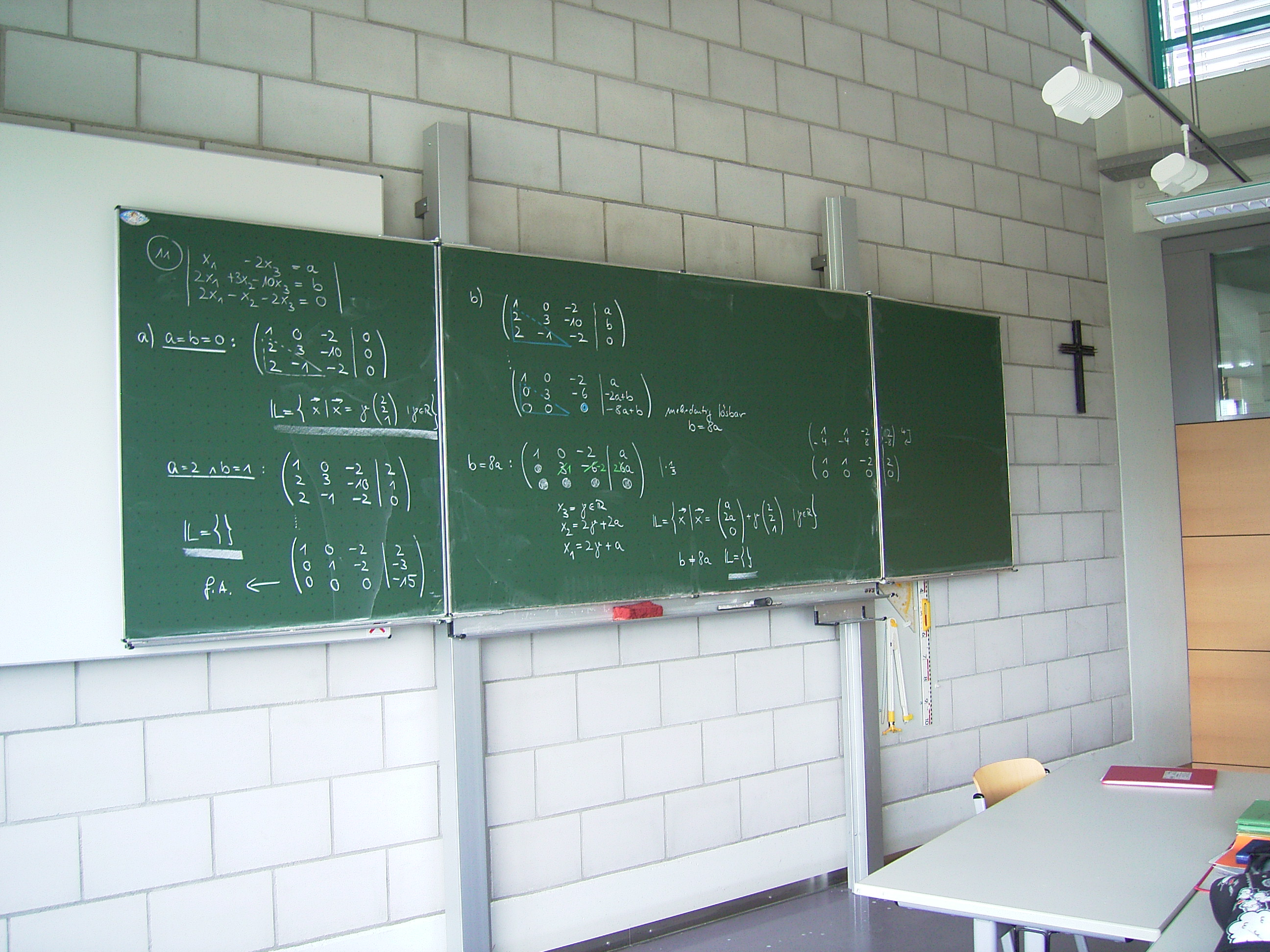
Pizarra en un aula

Un encerado, pizarra o pizarrón es una superficie de escritura reutilizable en la cual los textos y las figuras se dibujan con tiza u otro tipo de rotuladores borrables. Las pizarras enmarcadas, de uso individual, se fabricaban originalmente de hojas lisas y finas, de piedra gris, negra u oscura de pizarra.
Una pizarra puede ser simplemente un pedazo de rectángulo de madera  pintado con pintura oscura mate (generalmente verde oscuro o negro). Es generalmente así verde oscuro puesto que es un color menos duro a los ojos que el negro. Una variación moderna consiste en una hoja de plástico en espiral desplegada a través de dos rodillos paralelos, que se pueden enrollar para crear un espacio adicional de escritura mientras que se guarda lo que se ha escrito.

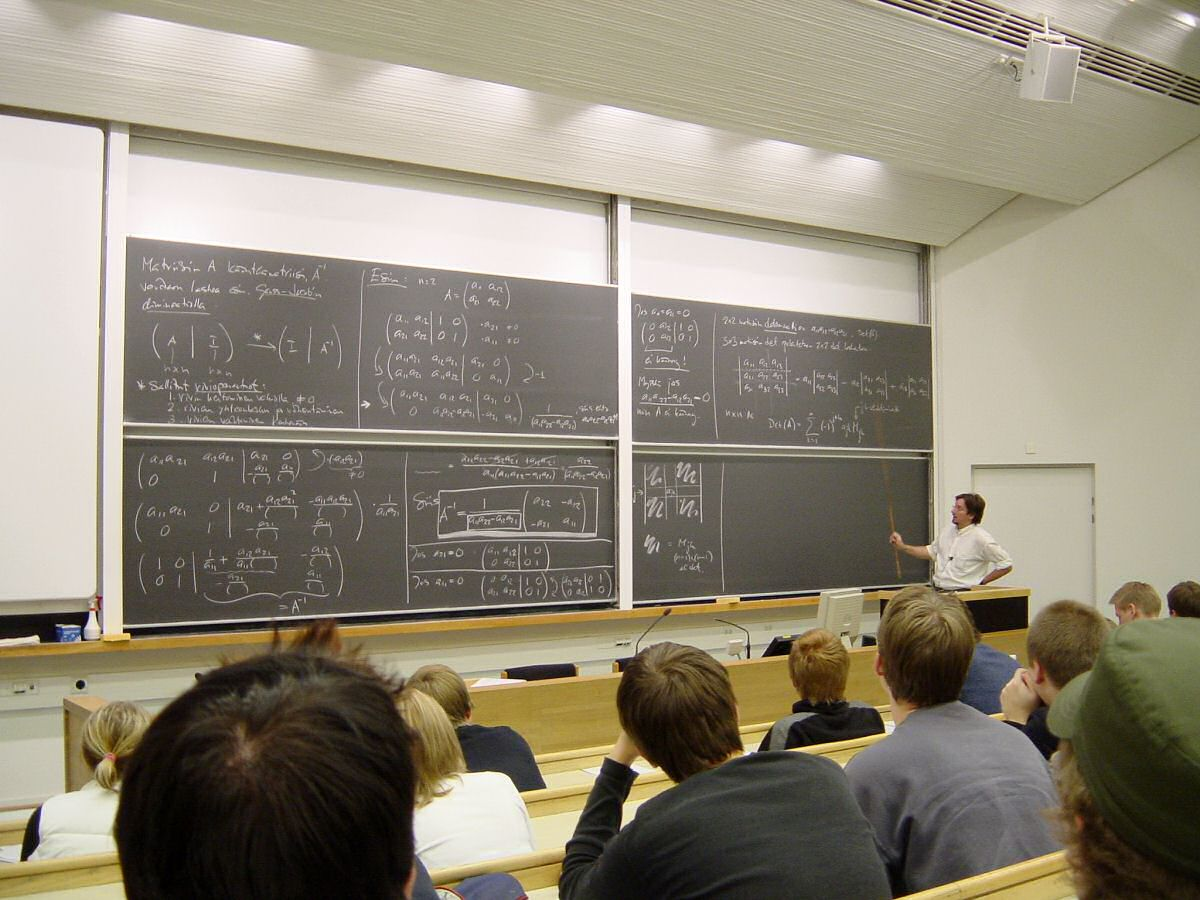
Pizarra en la Universidad de Helsinki

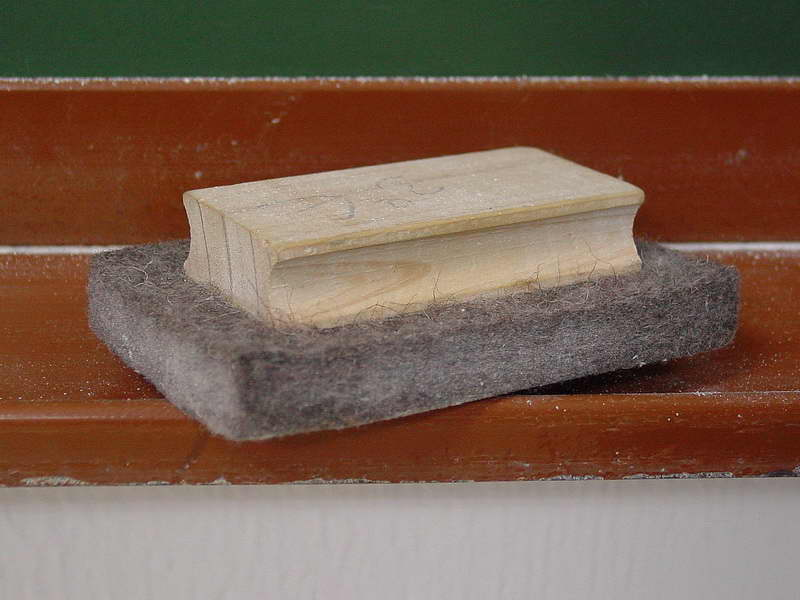
Borrador o mota

Las pizarras se utilizan comúnmente para enseñanza. Las marcas de tiza se pueden limpiar rápidamente y borrar fácilmente con un paño húmedo, o un borrador especial de pizarra consistente en un bloque de madera cubierto por un cojín de fieltro. Algunos borradores son magnéticos con imanes dentro para adherirlos a metales. Por el contrario, las marcas de tiza mojada hechas en algunos tipos de pizarra puede ser difícil de quitar.
La denominación de «encerado» para las pizarras escolares recuerda las tablillas romanas que eran de cera. Para trazar allí las letras se usaba un estilum. De ahí nació la palabra «estilográfica» o pluma de tinta.
Las barras de «tiza tratada» se hacen especialmente para el uso con las pizarras, en blanco las más comunes, pero también en diversos colores. Estos no se hacen realmente de roca de tiza, sino de yeso.

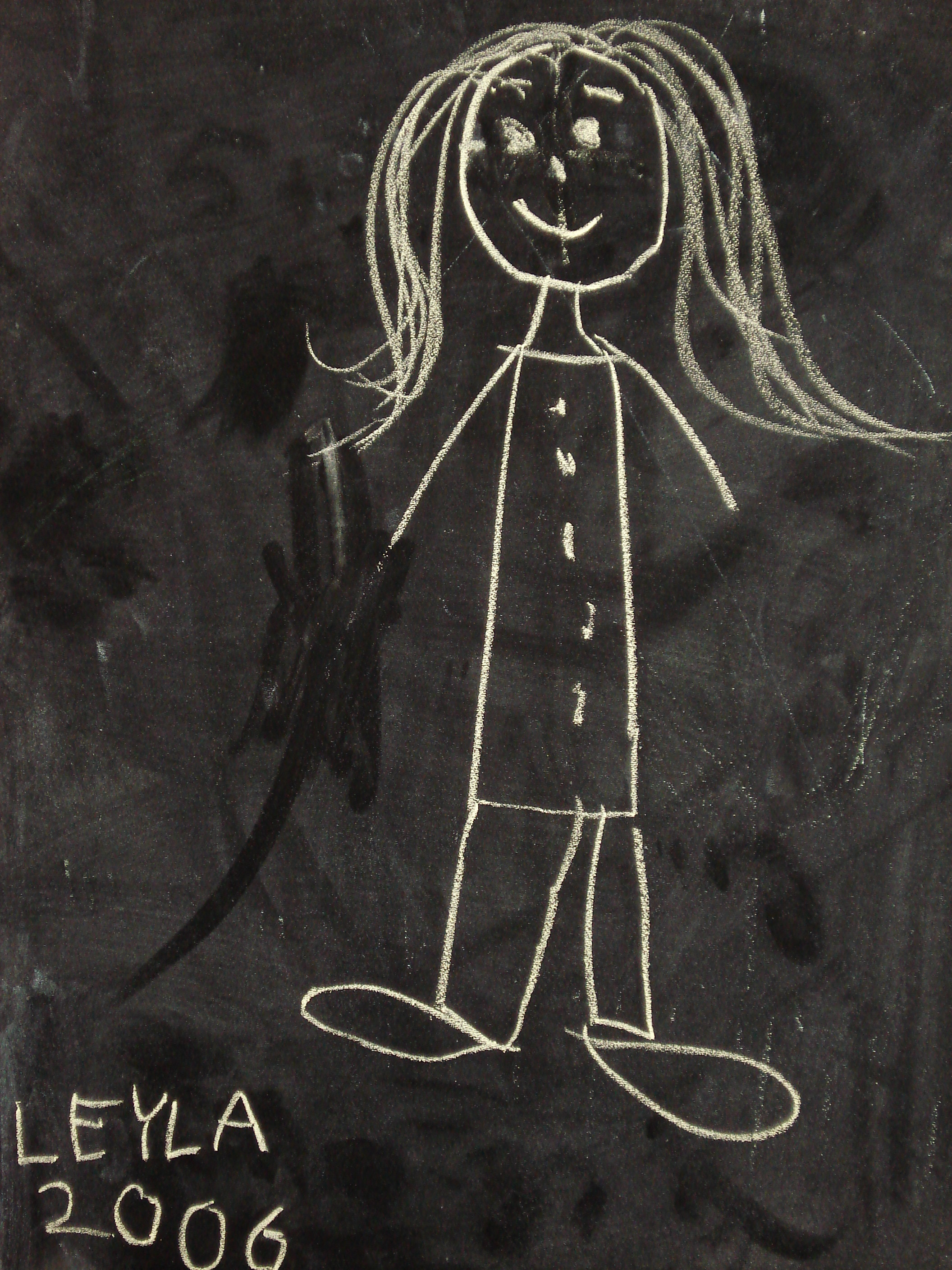
Dibujo escolar sobre una pizarra

Las pizarras tienen algunas desventajas: producen una cierta cantidad de polvo dependiendo de la calidad de la tiza utilizada. Algunas personas encuentran esto incómodo o pueden ser alérgicas a ello, y se ha especulado entonces sobre la posible relación entre el polvo de la tiza y los problemas respiratorios de ciertas personas. Sin embargo, otros métodos para exhibir información son más costosos y tienen sus propias desventajas. Estas desventajas han conducido a la adopción extensa de la pizarra blanca, que utiliza rotuladores de tinta que no producen ningún polvo.
En la actualidad se están instalando pizarras digitales interactivas, que permiten hacer anotaciones manuscritas sobre cualquier imagen proyectada de ordenador, así como guardar las imágenes compuestas y controlar el ordenador desde la propia pizarra interactiva. En este caso el sistema se compone, generalmente, de un ordenador, un vídeo-proyector, y la propia Pizarra Interactiva. Sus posibilidades didácticas son enormes y se maneja con gran facilidad, aun cuando los alumnos no tengan conocimientos específicos de informática.
Esto ayuda a recordar cosas y a explicitar conocimientos, para que alumnos u otras personas aprendan o mejor recuerden sus prácticas.

## Etimología
La palabra pizarrón es el aumentativo de pizarra, que a su vez tiene tres posibles orígenes: